# 亞馬遜小吸盤鯰
亞馬遜小吸盤鯰，為輻鰭魚綱鯰形目蝌蚪鯰科的其中一種，為熱帶淡水魚類，分布於南美洲亞馬遜河下游流域，體長可達1.6公分，棲息在底層水域，生活習性不明。